# Diego Villar
Diego Nicolás Villar (Mar del Plata, 24 aprile 1981) è un ex calciatore argentino, di ruolo centrocampista.

## Caratteristiche tecniche
Gioca come esterno destro.

## Carriera
Con la Nazionale argentina ha preso parte al Superclásico de las Américas 2011.